# Sân bay Yamagata
Sân bay Yamagata là một sân bay ở Higashine, tỉnh Yamagata, Nhật Bản, serving the city of Yamagata. (IATA: GAJ, ICAO: RJSC). Đây là sân bay cấp 2 Nhật Bản.

## Các hãng hàng không và các tuyến điểm
Hiện có các hãng hàng không sau đang hoạt động tại sân bay này:
- Japan Airlines (Tokyo-Haneda, Sapporo-Chitose)
  - J-Air (Nagoya Airfield, Osaka-Itami)